# Seznam dílů seriálu Scooby-Doo na stopě
Toto je seznam dílů seriálu Scooby-Doo na stopě. Animovaný seriál Scooby-Doo na stopě byl prvním seriálem o mluvicím psu Scoobym-Doo a jeho čtyřech lidských kamarádech řešících záhady. Seriál byl premiérově vysílán v letech 1969 až 1970, průměrná délka jednoho dílu je 22 minut.

## Přehled řad
| Řada | Díly | Premiéra v USA | Premiéra v USA | Premiéra v ČR | Premiéra v ČR |
| Řada | Díly | První díl      | Poslední díl   | První díl     | Poslední díl  |
| ---- | ---- | -------------- | -------------- | ------------- | ------------- |
| 1    | 17   | 13. září 1969  | 17. ledna 1970 | 1993          | 1993          |
| 2    | 8    | 12. září 1970  | 31. října 1970 | 1993          | 1993          |

## Seznam dílů

### První řada (1969–1970)
| Č. v seriálu | Č. v řadě | Původní název                   | Český název                       | Premiéra v USA     |
| ------------ | --------- | ------------------------------- | --------------------------------- | ------------------ |
| 1            | 1         | What a Night for a Knight       | Noc záhadného rytíře              | 13. září 1969      |
| 2            | 2         | A Clue for Scooby-Doo           | Scooby-Doo najde stopu            | 20. září 1969      |
| 3            | 3         | Hassle in the Castle            | Strašidelný hrad                  | 27. září 1969      |
| 4            | 4         | Mine Your Own Bussiness         | Hleď si svého                     | 4. října 1969      |
| 5            | 5         | Decoy for a Dognapper           | Únosci psů                        | 11. října 1969     |
| 6            | 6         | What the Hex Going On?          | Čáry máry fuk, kdopak je ten duch | 18. října 1969     |
| 7            | 7         | Never Ape an Ape Man            | Neopičte se po lidoopovi          | 25. října 1969     |
| 8            | 8         | Foul Play in Funland            | Tajemný lunapark                  | 1. listopadu 1969  |
| 9            | 9         | The Backstage Rage              | Strašidelné divadlo               | 8. listopadu 1969  |
| 10           | 10        | Bedlam in the Big Top           | Blázinec v manéži                 | 15. listopadu 1969 |
| 11           | 11        | A Gaggle of Galloping Ghosts    | Ať žijí duchové                   | 22. listopadu 1969 |
| 12           | 12        | Scooby-Doo and a Mummy, Too     | Scooby-Doo a mumie                | 29. listopadu 1969 |
| 13           | 13        | Which Witch Is Which?           | Čarodějka z močálu                | 6. prosince 1969   |
| 14           | 14        | Go Away Ghost Ship              | Duch piráta Rudovouse             | 13. prosince 1969  |
| 15           | 15        | Spooky Space Kook               | Duch z vesmíru                    | 20. prosince 1969  |
| 16           | 16        | A Night of Fright Is No Delight | Scooby-Doo dědicem                | 10. ledna 1970     |
| 17           | 17        | That's Snow Ghost               | Sněžný muž                        | 17. ledna 1970     |

### Druhá řada (1970)
| Č. v seriálu | Č. v řadě | Původní název                         | Český název                      | Premiéra v USA |
| ------------ | --------- | ------------------------------------- | -------------------------------- | -------------- |
| 18           | 1         | Nowhere to Hyde                       | Kdo Vás najde, pane Hyde         | 12. září 1970  |
| 19           | 2         | Mystery Mask Mix-Up                   | Záhadná maska                    | 19. září 1970  |
| 20           | 3         | Scooby's Night with a Frozen Fright   | Ledová hrůza                     | 26. září 1970  |
| 21           | 4         | Jeepers, It's the Creeper             | Pozor na Úděsňáka                | 3. října 1970  |
| 22           | 5         | Haunted House Hang-Up                 | Strašidelný dům                  | 10. října 1970 |
| 23           | 6         | A Tiki Scare Is No Fair               | Postrach Havajských ostrovů      | 17. října 1970 |
| 24           | 7         | Who's Afraid of the Big Bad Werewolf? | Kdo se bojí vlkodlaka            | 24. října 1970 |
| 25           | 8         | Don't Fool with a Phantom             | Fantom v muzeu voskových figurín | 31. října 1970 |